# Bahnhof Darnyzja

Der Bahnhof Darnyzja (ukrainisch Приміський вокзал Дарниця) ist ein Bahnhof im Stadtrajon Darnyzja im Osten der ukrainischen Hauptstadt Kiew.
Der Bahnhof Darnyzja wurde im Zusammenhang mit dem Bau der Bahnstrecke Kiew–Poltawa im Jahre 1899 erbaut.
Heute ist er ein Eisenbahnknoten der Piwdenno-Sachidna Salisnyzja.

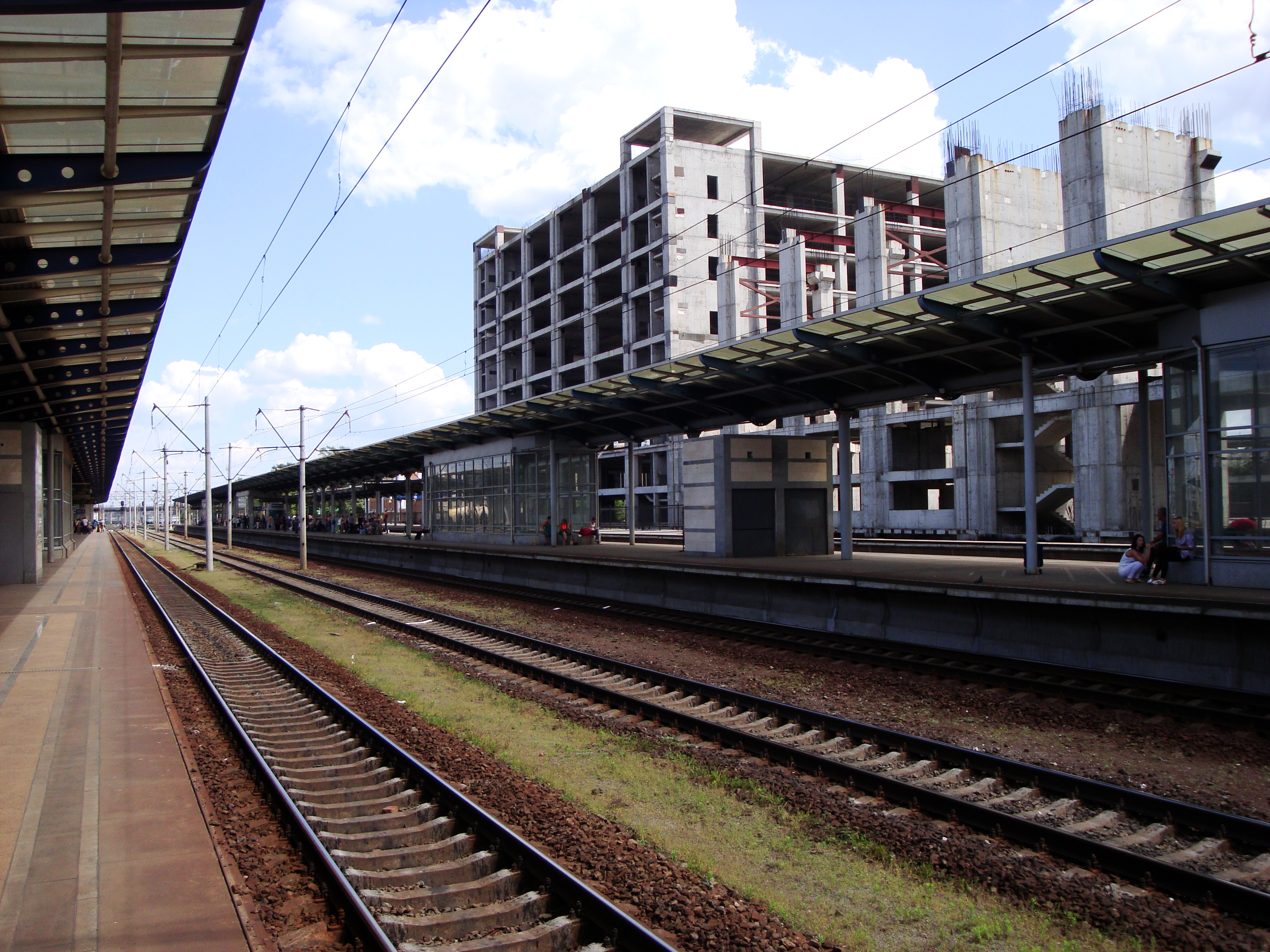
Bahnsteig und Rohbau des neuen Empfangsgebäudes

Der Bahnhof wird momentan großzügig erweitert und soll zudem mit einer U-Bahn-Station der Metro Kiew versehen werden, um dem erhöhten Passagieraufkommen in der Region Kiew gerecht zu werden und den Bahnhof Kyjiw-Passaschyrskyj zu entlasten.